# Adalhard (Pfalzgraf)
Adalhard (* um 830; † nach 10. Oktober 890) wird 877 als westfränkischer Pfalzgraf bezeugt und später (882–890) als Graf von Paris. Er war der Sohn des Grafen Wulfhard I. und der Susanna von Paris. Da Susanna die Tochter des Grafen Beggo I. von Paris und der Alpheidis, der unehelichen Tochter Kaiser Ludwigs des Frommen war, ist Adalhard dessen Urenkel.
Adalhards Tochter Adelheid (* 850, † 18. November 901) heiratete um 875 König Ludwig den Stammler (* 846, † 879) und wurde die Mutter des späteren westfränkischen König Karl der Einfältige.
Adalhards Sohn war der Abt Wulfhard von Flavigny (* 855, † 880/893).